# 羅伯特·強森 (心理治療師)
羅伯特·亞力克斯·約翰遜（英語：Robert Alex Johnson，1921年5月26日—2018年12月12日）是一位美國的分析心理学家兼作家。其作品銷量約高達250萬。

## 生平
約翰遜出生於俄勒岡州波特蘭，他在俄勒岡大學以及史丹佛大學完成學業。在1945年時，他前往加利福尼亚州奥哈伊成爲印度裔學者吉杜·克里希那穆提的一名學生。在1947年，他開始跟隨弗里茨-昆克尔學習心理治療，後來又在位於瑞士蘇黎世的卡爾·榮格研究所進行進修，師從卡尔·荣格的妻子的艾瑪·榮格。20世紀50年代初，他在洛杉磯與海倫·M·盧克共同完成了心理分析實踐相關的培訓。但是在20世紀60年代初，他暫停了自己的職業生涯，成爲密歇根州美国圣公会的本笃会三河聖格里高利修道院的一員。
在修道院度過了四年的時間之後，約翰遜于1967年回到了加利福尼亞州，重新開始了自己的心理治療師生涯，開始在聖迭戈的聖保羅大教堂開展演講，與聖公會牧師、分析心理學家以及作家約翰·A·桑福德保持密切聯係。在1974年，他的演講集《他：了解男性心理學》（英語：He: Understanding Masculine Psychology，簡稱“他”）出版，并在哈珀與羅出版社取得著作權后成爲暢銷作品。“他”是衆多同類作品當中第一部以通俗易懂的語言全面解釋榮格心理學以及人類早期的神話故事與其個人及心理發展的相似之處的作品。
約翰遜曾經還于印度本地治里市的奧羅賓多修道院進行學習。2002年，約翰遜獲得加利福尼亞州帕西菲卡研究生院頒發的人類學名誉学位以及終身成就獎。
約翰遜生前長期居住於加利福尼亞州聖地亞哥，并於2018年9月在此地去世，享壽97嵗。

## 著作
- He: Understanding Masculine Psychology (1974)
- She: Understanding Feminine Psychology (1976)
- We: Understanding the Psychology of Romantic Love (1983)
- Inner Work: Using Dreams and Active Imagination for Personal Growth (1986)
- Ecstasy: Understanding the Psychology of Joy (1989)
- Transformation: Understanding the Three Levels of Masculine Consciousness (1991)
- Femininity Lost and Regained (1991)
- Owning Your Own Shadow: Understanding the Dark Side of the Psyche (1993)
- The Fisher King and the Handless Maiden (1993)
- Lying with the Heavenly Woman (1995)
- Balancing Heaven and Earth: A Memoir of Visions, Dreams, and Realizations (1998) by Robert A. Johnson and Jerry M. Ruhl[5]
- Contentment: A Way to True Happiness (1999) by Robert A. Johnson and Jerry M. Ruhl
- Living Your Unlived Life (2007) by Robert A. Johnson and Jerry M. Ruhl
- The Golden World, Audiobook (2007)
- Inner Gold: Understanding Psychological Projection (2008) by Robert A. Johnson and Arnie Kotler[6]